# Frente Patriótico (Perú)
El Frente Patriótico (abreviado como FP) es un partido político peruano fundado el 2018, cuya ideología se sustenta en el etnocacerismo. Su predecesor fue el Partido Etnocacerista Revolucionario Unido.
La organización surgió en medio de la crisis política de 2017, en donde desembocó los casos de corrupción en el Estado peruano por parte de la empresa brasileña Odebrecht.
Su principal líder es el exmilitar Antauro Humala, bajo prisión por el Andahuaylazo desde 2009. El espectro político del FP se incrusta en la izquierda política y abarca también la extrema izquierda. Algunos analistas, en cambio, lo ubican en la tercera posición como un tipo de neofascismo amerindio.

## Historia

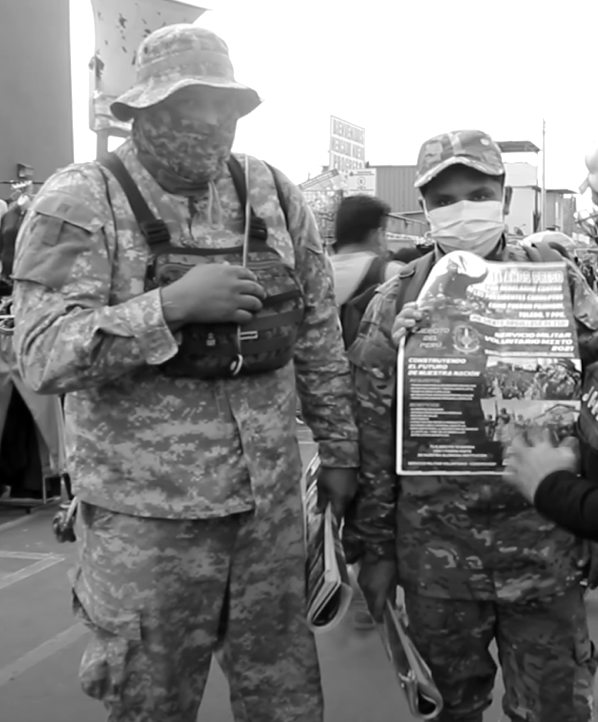
Reservistas del etnocacerismo pidiendo la liberación de Antauro Humala en junio de 2022 en Chimbote

El 30 de octubre de 2018 el congresista Jorge Castro Bravo leyó en el Congreso de la República del Perú un manifiesto redactado por el propio Antauro Humala, en dicho papel el exmilitar afirmaba que «urge la construcción de un Frente Patriótico». El primer registro del Frente Patriótico se dio el 5 de noviembre del mismo año cuando el abogado Jorge Paredes, ex-asesor del Partido Nacionalista Peruano, anunció la creación del partido político con miras a las elecciones de 2021.
El 5 de mayo del mismo año en la ciudad de Juli, en el Departamento de Puno, un grupo de reservistas etnocaceristas afirmaron ser los representantes del Frente Patriótico en la Provincia de Chucuito del departamento ya mencionado.
El 2 de junio de 2019 el mismo Antauro Humala oficializó al partido:

Para mí es un orgullo dirigirles la palabra desde la escuela militar de Chorrillos y dar por fundado, por inaugurado, el largo futuro glorioso y revolucionario de nuestro ‘Frente Patriótico'.

Entre los políticos que afirmaron su unión al partido se encuentra Virgilio Acuña, Jorge Paredes Terry, Pompilio Ramírez, Luis Miguel Llanos, Amado Romero Rodríguez, Carlos Armas, David Tejada, Kevin Maslucán, Haydeé Andrade y José Godoy.
El 18 de junio de 2019 el diario El Comercio publicó una encuesta donde Antauro Humala aparece como la tercera opción para ocupar la presidencia según una encuesta a nivel nacional para las elecciones generales de 2021.
El 31 de julio de 2019 Antauro Humala, en nombre del Frente Patriótico, mando una invitación al economista Hernando de Soto para hablar sobre posibles soluciones ante las crisis socioambientales que se desarrollan en Las Bambas, Tía María y en general con la cuestión de la industria minera en el Perú. Humala justificaba su acción en la propuesta de derechos de propiedad a favor de los campesinos que de Soto propone para evitar los conflictos:

He leído vuestro interesante planteamiento respecto a la minería en el Perú, pareciéndome lo más relevante la asimetría entre la valorización en la escala financiera global de los títulos de propiedad del subsuelo con los de la superficie, cuya corrección (de esta asimetría) permitiría solucionar los conflictos sociales que agobian a nuestra patria. Este enfoque, entiendo que podría constituir un punto de coincidencia entre nuestras perspectivas aparentemente opuestas. Por consiguiente, le invito a que me visite a fin de poder conversar e intercambiar pareceres.

El 1 de agosto de 2019 Hernando de Soto aceptó la invitación de Antauro Humala para conversar sobre una posibilidad de respuesta a la crisis socioambiental minera.
El 17 de agosto de 2019 de Soto invitó a Roque Benavides, representante de la industria minera peruana formal, a conversar con Antauro Humala en su estadía carcelaria, para dialogar sobre una posible solución a las crisis socioambientales provocada por la minería.
El 22 de agosto, Benavides rechazó la invitación pero felicitó a de Soto y a Humala por intentar buscar una solución a las crisis, y también expresó a RPP Noticias que «Hernando de Soto ha hecho que Antauro Humala crea en la propiedad privada». A pesar de la negativa, de Soto lo considera un progreso respecto a lograr una solución:

...hemos avanzado: si antes éramos dos [él y Benadives] los que creíamos en la propiedad, ahora somos tres [referencia a Humala].

Ese mismo día la Oficina Nacional de Procesos Electorales (ONPE) le denegó a Antauro Humala el ingreso del kit electoral para inscribir al Frente Patriótico, con el argumento de que él está «cumpliendo una condena con pena privativa de la libertad y, por ende, está suspendido en el ejercicio de su ciudadanía, con lo cual sus derechos políticos también se encuentran restringidos».

## Ideología
La defensa de un etnonacionalismo era común en sectores de izquierda desde la época de Juan Velasco Alvarado y hasta el Andahuaylazo, sector que influyó en el etnocacerismo. Mariana Alvarado Chávez lo califica como «populismo radical poscolonial». Su ideología es una síntesis entre tradicionalismo, nacionalismo, marxismo y darwinismo social en favor de los amerindios. El discurso del partido se basa en el anticapitalismo, teniendo preferencia en la estatización de medios de producción, el control del libre mercado y la colectivización. Así como un discurso antifujimorista por considerar al gobierno de Alberto Fujimori el iniciador del régimen económico neoliberal y anticomunista por considerar a la doctrina socialista de antinacionalista.